# Thurbo sulfitfabrik
Thurbo sulfitfabrik var en sulfitmassafabrik i Turbo sydväst om  Hedemora i Dalarna.

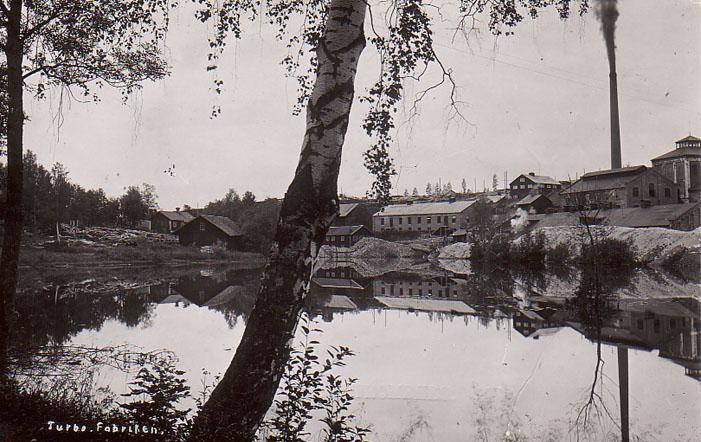
Thurbo sulfitfabrik, 1920-tal.

I Turbo har det funnits järn- och kopparsmide sedan 1600-talet men epoken tog slut när 
Larsbo-Norns AB lade ner järnsmedjan år 1888. Då hade man redan börjat att bygga en sulfitfabrik. 

## Första fabriken
Sulfitfabriken med en kapacitet på 2 000 ton våt massa började byggas år 1888. Den var klar året efter och kostade 315 000 kronor i dåtidens penningvärde. All utrustningen hade levererats av Karlstads Mekaniska Verkstad. Omkring 70 personer arbetade på fabriken i 12-timmarsskift med lediga söndagar. Massan kokades, tvättades och silades innan den avvattnades och formades till ark som pressades till 50 % torrhalt. År 1892 installerades en torkmaskin. Fabriken brann ned den 13 februari 1897. 

## Andra fabriken
Efter branden byggdes fabriken upp igen och kapaciteten ökades till det dubbla. En del av utrustningen kunde repareras men en ny skorsten fick muras upp. Den 1 juli 1904 eldhärjades fabriken igen och allt utom pappsalen av slaggsten förstördes.

## Tredje fabriken
Fabriken byggdes upp igen och i början av 1905 kunde den nya anläggningen tas i drift. Några av kokarna kunde inte repareras så man övertog tre från det nerbrunna pappersbruket i Gysinge. Fabriken hade nu en kapacitet på 4 000 ton torr massa. År 1906 skaffade man en kisugn och år 1915 byggdes en kraftstation. Åren 1916-1918 byggde man en normalspårig järnväg mellan Turbo och Vikmanshyttan och ett nytt massamagasin.
Efter att Larsbo-Norns AB gått i konkurs 1921 övertogs tillgångarna  av det nybildade Wikmanshytte Bruks AB. Fabriken utökades med  ett blekeri och från år 1927 tillverkades enbart blekt massa. År 1937 började man att tillverka konstsilkemassa (viskosmassa). Den 18 januari 1941 brann fabriken en tredje gång och torkmaskinhuset med pappsal och sileri förstördes. Därmed hade allt som återstod efter branden 1904 nu brunnit ned.
Fabriken byggdes upp en gång till, både större och modernare. År 1953 byggdes en indunstare så att en del av den avfallslut, som tidigare hade tappats direkt ut i Lustån, kunne återvinnas som bränsle. I en vattendom från 1957 ålades fabriken att begränsa utsläppen av fibrer och lut till Lustån, askan hade man redan slutat att släppa ut. För att jämna ut utsläppen införde man kontinuerlig drift. 
En anläggning för neutralisering av sulfitlut byggdes och år 1962 installerades en utrustning för återvinning av fibrer. När fabriken övergick från att tillverka ark med konstsilkemassa till rullar med fluffmassa, som bland annat används till blöjor, år 1963 byggdes pappsalen ut. En ny vattendom, från år 1966, krävde att utsläppen till Lustån skulle
minskas avsevärt. Samma år blev Wikmanshytte Bruks AB ett dotterbolag till Stora Kopparbergs Bergslags AB. 

## Nedläggning
Trots att stora investeringar hade skett i fabriken meddelade Stora Kopparberg att den skulle läggas ned den 30 juni 1970. En anledning till beslutet var den omfattande föroreningen av Lustån. Fabriken gick visserligen med vinst, men en reningsanläggning skulle kosta cirka en miljon kronor och det var för dyrt med tanke på fabrikens ringa kapacitet. Under fabrikens sista år tillverkade 80 anställda  18 000 ton fluffmassa  och 25 ton lut släpptes ut i Lustån varje dag. Järnvägen lades ned och år 1972 revs fabriken och rivningsmassorna spreds över industriområdet.

## Efterspel
Fabriksområdet och vattensystemet, främst Lutdammen som fick ta emot utsläppen från fabriken, har undersökts och provtagits åren 1999-2000 och en ny damm har byggts vid Lutdammen. År 2015 föreslog Länsstyrelsen i Dalarnas län att området runt Lustån skulle efterbehandlas för att uppnå miljökvalitetsnormerna.